# Jean-Baptiste Pussin
Jean-Baptiste Pussin, född 29 september 1745 i Lons-le-Saunier, död 7 april 1811 i Paris, var en fransk psykiater. Han var föreståndare för Hôpital Bicêtre och senare för Hôpital de la Salpêtrière. Pussin och hans hustru och kollega Marguerite samarbetade med psykiatern Philippe Pinel och införde mer humana förhållanden i vården av sinnessjuka patienter; de lät bland annat de intagna slippa sina bojor.